# Fon (enhet)
Fon är en måttenhet inom fonetiken som mäter subjektiv ljudstyrka.
Mätning av fon går till så att två ljud jämförs: det ljudet man vill undersöka, samt en kontrollsignal på 1000 Hz. När båda ljuden är lika starka mäter man antalet decibel på kontrollsignalen, och får då ljudstyrkan i fon.